# Космос-2315
Космос-2315 је један од преко 2400 совјетских вјештачких сателита лансираних у оквиру програма Космос.
Космос-2315 је лансиран са космодрома Плесецк, Русија, 5. јула 1995. Ракета-носач Космос је поставила сателит у орбиту око планете Земље. 